# スリウォンサワーン
スリウォンサワーン（ラオ語: ສຸລິວົງ ສະຫວ່າງ, ラテン文字転写: Soulivong Savang, 1963年5月8日 - ）は、ラオス王国の王族。最後の国王サワーンワッタナーの孫で、現在のラオス王位請求者。

## 経歴
ウォンサワーン王太子とマニライ妃の長男として、ルアンパバーンの王宮で生まれた。1975年のパテート・ラーオによる共産主義革命の後、王族はパテート・ラーオによって監禁状態に置かれたが、スリウォンサワーンは弟のタニャウォンサワーン王子と共にラオスから逃れ、1981年にフランスへと到着した。この間、監禁状態から逃れることができなかった旧王族は、祖父や父を含めて、次々と殺害されるか、虐待によって死に至った。亡命後のスリウォンサワーンはクレルモン＝フェランのオーヴェルニュ大学に通い、法学の学士号を取得した。その後、ラオスにおいて立憲君主制の復活とラオス国民に「社会的で慈悲深い改革」をもたらすべく働き始めた。ただし現在は、叔父のスリヤウォンサワーン王子が、スリウォンサワーンの摂政とラオス王室の代表を務めている。
1997年9月、スリウォンサワーンとタニャウォンサワーン王子、スリヤウォンサワーン王子は、アメリカ合衆国のシアトルでラオス王室協議会（Royal Lao Conference）を開催した。協議会には、300人以上のラオ族亡命者とモン族コミュニティーの代表者が出席した。この歴史的な会議により、ラオスにおける立憲君主制の復活を目指すことが決断として確立された。そして同時に「ラオスにおける全体主義体制を真の民主主義体制へ返還する」ことと、「ラオス人民の再統合」を共通の目標として定めた。現在、スリウォンサワーンは、ラオスにおいて立憲君主制を樹立するために、スリヤウォンサワーン王子やマンコンスワンナプーム王子、タニャウォンサワーン王子らと共に、ラオス王室亡命政府と協力しながら政治活動を展開している。